# Víctor Becerra
Víctor Angel Becerra Castro (Cerizan, 25 september 1972) is een Colombiaans voormalig wielrenner. In 1995 was hij derde op het wereldkampioenschap voor amateurs, hij verloor de sprint van de Nederlander Danny Nelissen en de Italiaan Daniele Sgnaolin.

## Belangrijkste overwinningen
1995
- Wereldkampioenschap op de weg, Amateurs

1997
- 3e etappe Clásico RCN

2004
- 2e etappe Doble Copacabana GP Fides